# Павел Иудей
Павел Иудей — антиохийский патриарх (518/519 — 520/521), первый православный патриарх в Антиохии после разделения церкви на халкидонскую и не-халкидонскую.
После прихода к власти последовательных сторонников Халкидонского собора в лице императора Юстина I и его племянника Юстиниана, преследования монофизитов ужесточились. Против их лидера, патриарха Антиохийского Севира были выдвинуты серьёзные обвинения, в результате чего он был вынужден бежать в Александрию. При этом формально ссыльный патриарх своих полномочий не сложил, продолжил активную организационную деятельность и положил начало монофизитской церковной иерархии. С точки зрения официальной церкви патриарший престол являлся вакантным и после довольно продолжительных поисков, вызванных необходимостью поиска компромиссной фигуры, подходящий кандидат был найден в лице Павла, священника церкви св. Евфимия в Халкидоне. Ранее ему уже приходилось противостоять антихалкидонской деятельности Севира, поэтому способность достижения церковного мира у новоназначенного иерарха была невелика, и уже в самом начале своей деятельности он заслужил нелестное прозвище Иудей.
Поскольку одной из проблем патриархата, вызывавшей отток епископов, была его бедность, Павлу при отправке в Антиохию была дана крупная сумма в 1000 фунтов золота. Прибыв в Антиохию, Павел публично провозгласил Халкидонский Символ Веры и включил в церковные диптихи 630 епископов, принимавших участие в соборе. Хотя Иоанн Малала утверждал, что это было сделано во всех церквях, вероятнее всего он смог это сделать только в западной части патриархата. Стратегией Павла по насаждению халкидонизма было принуждение высших иерархов к принятию либеллуса папы Гормизды («Libellus Hormisdae»). В ряде митрополий были изгнаны епископы, однако не везде это происходило мирно. Для смещения епископа Павла Эдесского патриарх послал войска с magister utriusque militiae praesentalis Патрицием во главе, однако возмущение в городе не позволило ни заставить епископа принять либеллус, ни сместить его.
Несколько большими были успехи Павла в провинции Евфратисия, где ему удалось изгнать Филоксена Маббугского. Замена одних епископов другими сопровождалась скандалами. В Киррусе назначенный епископ был обвинён в несторианстве что привело к расследованию, которое в августе 520 года по приказу императора возглавил magister utriusque militiae per Orientem Флавий Гипатий.
Процесс внедрения либеллуса в патриархате продолжился при преемниках Павла, лишённого антиохийской кафедры ранее мая 521 года.